# لارا کراوت
لارا کراوت (انگلیسی: Laura Kraut؛ زادهٔ ۱۴ نوامبر ۱۹۶۵) سوارکار اهل ایالات متحده آمریکا بود.
وی در مسابقات کشوری و بین‌المللی در مجموع برندهٔ ۲ مدال طلا شده‌است.